# 프랑수아 토마스 필론
프랑수아 토마스 필론(François Thomas Pillon 1830년 3월 7일, 욘(Yonne) 퐁텐(Fontaines) – 1914년 12월 9일, 파리) 은 프랑스 철학자였다.
필론(Pillon)은 신비평학교(the neo-critical school)와 관련이 있다. 그는 샤를 르누비에(Charles Bernard Renouvier)와 협력하여 <철학적 비평>(Critique philosophique) 및 <종교적 비판>(Critique religieuse)를 출판했다. 그는 철학의 해(L'Année philosophique) 저널을 창간하고 1890년부터 1913년까지 편집을 맡았다.
필론(Pillon)은 윌리엄 제임스(William James)의 심리학의 원리(Principles of Psychology)의 헌신자였다.

## 같이 보기
- 신칸트 학파